# Quebrada Maripérez
La Quebrada Maripérez es un pequeño curso de agua que cruza Caracas de norte a sur, esta quebrada da su nombre a un barrio de la ciudad, en su parte superior recibe el nombre de "Quebrada Yerba Buena", tiene su origen en la zona de El Papelón a 1584 m s. n. m. dentro de los linderos del parque nacional El Ávila y desemboca en el río Guaire a nivel de la Plaza Venezuela.
Esta quebrada corre libremente hasta la Avenida Andrés Bello, específicamente a la altura del parque Arístides Rojas. A partir de allí corre embaulada por debajo de la Urbanización Los Caobos y Plaza Venezuela hasta su desembocadura en el Río Guaire.